# Utrikesbyrån
Utrikesbyrån är ett nyhetsprogram på Sveriges Television som fördjupar sig i ämnet utrikespolitik. Programmet hade premiär den 4 mars 2020 och leddes från starten av Johan Ripås. I programmet samtalade Ripås varje vecka med sakkunniga personer kring ett aktuellt utrikesämne. Från hösten 2021 tog Rebecca Randhawa över programledarskapet.